# Луций Херений Сатурнин
Луций Херений Сатурнин (на латински: Lucius Herennius Saturninus) e сенатор и политик на Римската империя през 1 век и 2 век.
Произлиза от фамилията Херении. През 98 г. Херений е проконсул на Ахея. През май и юни 100 г. той е суфектконсул заедно с Тит Помпоний Мамилиан. През 104 – 106 г. е легат legatus Augusti pro praetore на провинция Горна Мизия.
Плутарх го споменава в книгата си Epicuraeos.